# Canthon brunnipennis
Canthon brunnipennis là một loài bọ cánh cứng trong họ Bọ hung (Scarabaeidae).